# Sail Away
"Sail Away" är en låt av den finländska rockgruppen The Rasmus, utgiven som den andra singeln från deras sjätte album Hide from the Sun. Singeln gavs ut den 25 oktober 2005 genom Playground Music som en uppföljare till "No Fear". Den lyckades sälja relativt bra inom Europa, men allra bäst i Finland där den nådde andra plats på singellistan. I en brittisk intervju från 2005 nämner Lauri Ylönen (sång) att de valde "Sail Away" som skivans nästa singel för att den är enkel, vilket visar att The Rasmus kan bygga upp sina låtar på annorlunda sätt.
"Sail Away" är en lugn låt med lågt tempo som på flera ställen består av tillagd fiol, likaså är solot spelat med fiol. Violinisterna i låten är Jakob Ruthberg, Anna S. Wallgren, Roland Kress och Christian Bergqvist. Bandet själva anser att det är en väldigt enkel låt, precis som låten "Chill" från albumet Into (2001).
Musikvideon till låten regisserades av Mathias Viels & Christoph Mangler och kunde ofta ses på MTV då den var aktuell.

## Bakgrund och inspelning
Lauri Ylönen beskrev idén bakom låten på The Rasmus officiella hemsida under 2005:
| ”              | "Sail Away" är en annorlunda låt på albumet; den började som en väldigt enkel 'lägereldslåt'. Jag minns när jag spelade låten för de andra medlemmarna i replokalen medan vi satt på golvet och de sa: "Vad är detta för låt egentligen? Den låter så bra". Jag svarade: "Den här? Det är bara en sådan där 'meslåt'". Då sa de andra: "Det låter jättefint. Vi måste spela in denna låten och behålla det simpla i den." Och så blev det. Texten handlar om vad som händer i en situation där kärleken försvinner. | „ |
| – Lauri Ylönen | |   |

Vid ett annat tillfälle har Ylönen också sagt att låten är "belägen till sig själv". Medan han spelade något på sin gitarr dök melodin upp och han tänkte: "Det är en väldigt bra låt så som den är". Han spelade sedan upp den för resten av medlemmarna. Det slutade med att de behöll den enkla melodin i låten.

## Låtlista
Alla låtar skrivna av The Rasmus.
CD-singel (Playground Music Scandinavia PGMCDS 64)
1. "Sail Away" – 3:49
2. "Sail Away" (Benztown Mix Down) – 5:34

Maxisingel (Playground Music Scandinavia PGMCDM 64)
1. "Sail Away" – 3:49
2. "Sail Away" (Acoustic Live) – 3:59
3. "Sail Away" (Benztown Chill Out Mix) – 7:29
4. "Lucifer's Angel" – 4:01
5. CD Extra: The Rasmus Player

Brittisk CD-singel (Universal/Island Records MCSTD 40441 / 9875197)
1. "Sail Away" – 3:49
2. "Lucifer's Angel" (Alternative Version) – 3:58

Brittisk maxisingel (Universal/Island MCSXD 40441 / 9875196)
1. "Sail Away" – 3:49
2. "Lucifer's Angel" (Acoustic Live) – 3:47
3. "No Fear" (Rehearsal Room Version) – 3:30
4. "Sail Away" (Benztown Chill Out Mix) – 7:29
5. "Sail Away" (video)

## Musikvideo
Videon till låten spelades in på en strand i Riga, Lettland den 18 till 19 september 2005 och regisserades av Mathias Viels & Christoph Mangler.

## Officiella versioner
- Album- och singelversion – 3:49
- Benztown Mix Down – 5:34
- Benztown Chill Out Mix – 7:29
- Acoustic Live – 3:59

## Listplaceringar
| Lista (2005)  | Topplacering |
| ------------- | ------------ |
| Finland       | 2            |
| Sverige       | 58           |
| Österrike     | 53           |
| Schweiz       | 51           |
| Nederländerna | 74           |

## Medverkande
The Rasmus
- Lauri Ylönen – sång
- Eero Heinonen – bas
- Pauli Rantasalmi – gitarr
- Aki Hakala – trummor

Produktion
- Mikael Nord Andersson & Martin Hansen – produktion, inspelning, mixning (NordHansen Productions)
- Christofer Stannow – mastering (Cosmos Mastering)
- Jesper Nordenström – strängarrangemang*
- Jakob Ruthberg, Anna S Wallgren, Roland Kress, Christian Bergqvist – fiol*
- Ingo Pertramer – fotografi till singelns skivomslag
- Henrik Walse – layout till singelns skivomslag
- "Benztown Mix Down" & "Benztown Chill Out Mix" remixades med keyboard & programmering av Peter Hoff (Benztown Production)
- Den akustiska versionen av "Sail Away" spelades in live och mixades av Jouni Paju & Antti Eräkangas vid Dynasty Recordings, Helsingfors.

* = Står ej listade som medverkande personer i foldern till CD-singeln.